# 湖南紫菀
湖南紫菀（学名：Aster hunanensis）为菊科紫菀属的植物，为中国的特有植物。分布在中国大陆的湖南等地，生长于海拔800米的地区，多生于山坡疏林中，目前尚未由人工引种栽培。
其种加词“hunanensis”意为“湖南的”。